# マンタ空軍基地
マンタ空軍基地（マンタくうぐんきち、別名はエクアドルの元大統領に由来するEloy Alfaro空軍基地）(IATA: MEC、ICAO: SEMT) は、エクアドルの南アメリカ大陸部西側のマナビ州（Manabi） の太平洋に面した港湾都市マンタ（Manata）近郊にある1978年10月24日に供用が開始されたエクアドル空軍基地で、民用空港との共用飛行場ともなっている。
基地は、南アメリカ北西部での違法なコカイン密売の監視活動の名目でアメリカ南方軍の空軍部門が使用していた。これは1999年にアメリカ合衆国がエクアドル政府とアメリカ軍将兵475人の同基地への駐留を10年間認める協定を締結したことに基づくもので、南アメリカ北西部空域の飛行状況を監視するため、アメリカ空軍とアメリカ海軍（E-2）の早期警戒管制機が運用されていた。エクアドルのラファエル・コレア大統領は、両国が対等である証としてアメリカがフロリダ州マイアミにエクアドル空軍基地建設を認めない限り、アメリカにマンタ基地の利用を認める協定を10年の期限である2009年をもって終了させ、同協定を更新しないとしている。2008年3月19日にエクアドル憲法制定議会はエクアドルにおいていかなる外国の軍事基地も非合法化することを可決した。アメリカがエクアドル軍の駐留を容認しなかったため、2009年、協定は失効。9月、駐留米軍が引き揚げ、外国軍の駐留は一切なくなった。

## 航空路線（航空会社と目的地）
- Aerogal - キト
- Icaro Air - キト
- TAME - キト